# Femme et Anémones
Femme et Anémones est un tableau réalisé par le peintre français Henri Matisse en 1920-1921. Cette huile sur toile représente une femme allongée un livre ouvert à la main à côté d'une table où trône un vase d'anémones.  Ce faisant, elle intègre dans sa composition des motifs typiques du début de la période niçoise de l'artiste, à laquelle elle a été réattribuée après avoir longtemps été datée à tort de 1937. Y apparaît notamment une nappe rayée de rouge qui est tout aussi proéminente dans Méditation, une autre peinture du maître exécutée en 1920. Comme cette dernière, l'œuvre est passée par la collection particulière d'Albert Lasker et est conservée depuis 2002 à la pinacothèque Agnelli de Turin, en Italie.